# Pietro Baratta
Pietro Baratta (Carrara, Italija, 1659. - ? 1729.) bio je talijanski barokni kipar koji je najveći dio svog života proveo radivši u svojoj radionici u Veneciji u kojoj se kiparstvu naučio i znani Francesco Robba.

## Životopis
Kiparstvo je izučio u Rimu u radionici Gian Lorenza Berninija, i njegova braća Francesco i Giovanni također su bili kipari, tako da je uz njihovu pomoć vodio veliku kiparsku bottegu u Veneciji, koja je bila u stanju preuzeti velike radove.

## Djela
Pietro Baratta je sa svojom radionicom izveo skulpture na pročelju kapele Vile Manin u gradiću Passariano di Codroipo (pokrajina Udina), između ostalih posebno su vrijedne skulpture evangelista i Marije s djetetom.
Njemu i njegovoj radionici se pripisuju 5 statua za pročelje župne crkve sv. Marije u mjestašcu Villa Vicentina (pokrajina Udine), koja je podignuta između 1660. – 1680. na mjestu starije građevine. To su kipovi; sv. Roka, sv. Antuna Pustinjaka, Blažene Djevice Rožarije, sv. Mateja i sv. Ivana Krstitelja.
Pietro Baratta je autor kipa Ignacija Lojolskog, za venecijansku crkvu Santa Maria Assunta, Baratta je prikazao Ignacija kao duboko zamišljenog čovjeka s otvorenom biblijom u ruci.
Pred kraj svog života Baratta je sa svojom radionicom izveo više samostojećih kipova za Pavlovski park u Sankt Peterburgu.
- Mudrost San Zanipolo u Veneciji
- Bertuccio Valier, San Zanipolo Veneciji
- Alegorija arhitekture (djelo Barattine radionice iz 1722.) u Pavlovskom parku Sankt Peterburg